# Стуруа Давид Георгійович
Давид Георгійович Стуруа (11 лютого 1931, місто Тифліс, тепер Тбілісі, Грузія — 2001) — грузинський радянський державний діяч, журналіст, секретар ЦК КП Грузії. Член ЦК Комуністичної партії Грузії. Депутат Верховної Ради Грузинської РСР.

## Життєпис
Народився в родині грузинського радянського державного і профспілкового діяча Георгія Стуруа. Закінчив середню школу в місті Тбілісі.
Член ВКП(б) з 1950 року.
У 1954 році закінчив факультет журналістики Московського державного університету імені Ломоносова.
У 1954—1959 роках — літературний співробітник, завідувач відділу літератури і мистецтва редакції грузинської республіканської газети «Заря Востока», заступник головного редактора грузинської республіканської газети «Комуністі».
У 1959 — серпні 1961 року — заступник завідувача відділу агітації і пропаганди ЦК КП Грузії, помічник 1-го секретаря ЦК КП Грузії Василя Мжаванадзе.
У серпні — 29 вересня 1961 року — завідувач відділу науки, культури та шкіл ЦК КП Грузії.
29 вересня 1961 — 8 січня 1970 року — секретар ЦК КП Грузії.
З 1970 року — директор Інституту історії партії при ЦК КП Грузії — Грузинської філії Інституту марксизму-ленінізму при ЦК КПРС.
Потім — на пенсії. Помер у 2001 році.

## Нагороди
- орден Трудового Червоного Прапора (1962)
- ордени
- медалі